# Sântămăria-Orlea
Sântămăria-Orlea est une petite ville de Roumanie en Transylvanie de 3 346 habitants. La ville se situe au sud-ouest du pays. Elle est jumelée depuis 1991 avec la ville française de Quimper le chef-lieu du Finistère en Bretagne.

## Géographique
La municipalité de Sântămăria-Orlea est située dans le sud-ouest de la Transylvanie en Hatzeger Land (Țara Hațegului) , au nord des monts Retezat à l'embouchure du Sibișel, un affluent droit du Râul Mare. Situé sur la route européenne 79 et la ligne ferroviaire Simeria-Petroşani , l'endroit est situé à environ 10 kilomètres au sud de la petite ville de Haţeg (Hatzeg) ; la capitale du district Deva (Diemrich) est située à 44 kilomètres au nord de Sântămăria-Orlea.
La gare ferroviaire de la commune est située dans le village incorporé de Subcetate (banlieue) , à environ 3 kilomètres de Sântămăria-Orlea.

## Histoire
Le lieu Sântămăria-Orlea a été mentionné pour la première fois en 1315 comme propriété de la famille noble Cândea. Au XVe siècle, la ville a reçu des droits de marché.
Cependant, l'histoire de la colonisation dans la région remonte à la Culture de Hallstatt. Dans la zone du village de Subcetate, près de la gare, sur ce que les habitants appellent le mont Petriş (Măgura Orlea, 438 m d'altitude ), des découvertes archéologiques ont été faites qui ont été attribuées à la période néolithique.  Selon Neigebauer, Kövári et Ackner, une voie romaine traversait le territoire de la commune .

## Démographie
Au recensement de 1850, 2 383 personnes vivaient sur le territoire de la commune. 2 192 d'entre eux étaient des Roumains , 60 Hongrois , cinq Allemands , 125 Roms et un autre. Le nombre le plus élevé d'habitants (3 996) et en même temps celui des Roms (289) a été atteint en 1992. Le plus grand nombre de Roumains (3 813) a été relevé en 1966, les Hongrois (377) en 1910 et les Allemands (47) en 1920. De plus, dans certains recensements certains résidents se sont identifiés comme Ukrainiens , Serbes (un chacun en 1910 et 1930) et Slovaques . Le plus grand nombre d'Ukrainiens (5) est atteint en 1910 et celui de Slovaques (6) en 1910. En 2002, 3 522 personnes vivaient dans la municipalité de Sântămăria-Orlea, dont 3 270 Roumains, 36 Hongrois, cinq Allemands, 190 Roms, un Ukrainien, 18 Italiens et deux divers.

## Économie
Les habitants vivent principalement de l'élevage bovin et de l'agriculture.